# Diplodactylus galeatus
Espèce
Diplodactylus galeatus est une espèce de gecko de la famille des Diplodactylidae.

## Répartition
Cette espèce est endémique d'Australie. Elle se rencontre dans le nord de l'Australie-Méridionale et dans le sud du Territoire du Nord.

## Description
Ce gecko a un aspect massif, avec une queue courte et massive, un corps épais et une tête assez forte. La coloration est très contrastée, avec une base orangée. Les côtés sont parsemés de petits points beiges, et le dos montre des taches beiges entourées de noir. Une tache beige particulièrement grande fait tout le dessus de la tête, le tour noir s'arrêtant juste sous les yeux. Le dessous du corps et les pattes sont beige clair.

## Publication originale
- Kluge, 1963 : Three new species of the gekkonid lizard genus Diplodactylus Gray from Australia. Records of the South Australian Museum, vol. 14, p. 545-553 (texte intégral).